# كوماند أند كنكر : يوريز ريفينج
كوماند أند كنكر : يوريز ريفينچ (بالإنجليزية: Command & Conquer: Yuri's Revenge)‏ هي حزمة تطوير للعبة كوماند أند كنكر : ريد اليرت 2 و هي جزء من سلسلة كوماند أند كنكر .

## القصة

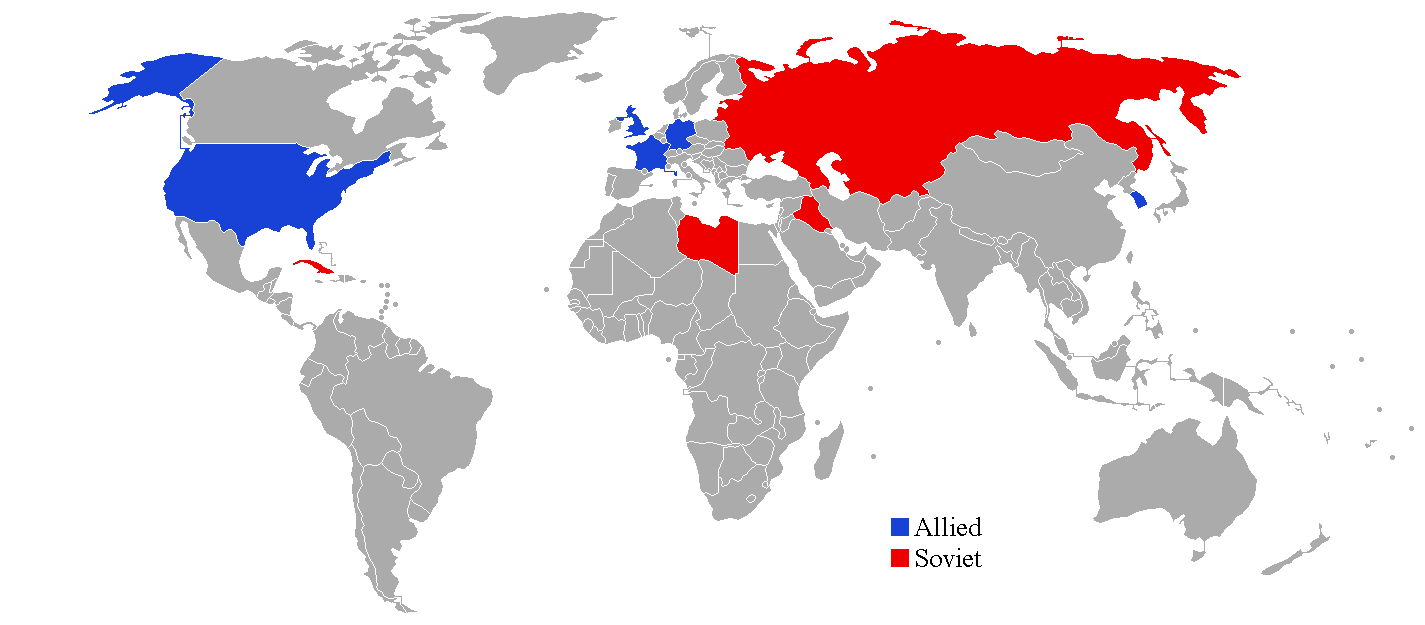
الدول الموجودة في لعبة "ريد ألارت 2" ؛ الأزرق: الحلفاء، الأحمر: السوفييتي

يفاجأ الرئيس الأمريكي بتهديد يوري (بالإنجليزية: Yuri)‏ (المغوار المنشق من صفوف الاتحاد السوفيتي والذي كون جيشه الخاص) بتفعيل «مسيطرات نفسية» تقضي على إرادة العالم الحرة مزروعة في سان فرانسيسكو ، الجيزة ، أرض النار ، فيأمر الرئيس بضربة جوية على المسيطر النفسي الموجود في سان فرانسيسكو ولكن تفشل الضربة الجوية بسبب أسلحة الدفاع الجوي ويسقط حطام طائرة من طائرات القصف الجوي على مفاعل نووي فيسبب بذلك فشلاً في تفعيل عملية السيطرة النفسية، مما يعطي فرصة لللاعب أن يتصدى ليوري ويستخدم ألة الزمن ليعود إلى الاحتلال السوفيتي الأول ويُفشل مخطط يوري عندما كان في الخدمة .

## روابط خارجية
- كوماند أند كنكر : يوريز ريفينج على موقع IMDb (الإنجليزية)